# Receptionsteori
Receptionsteori (eller receptionsstudier) riktar sin uppmärksamhet gentemot publiken, läsaren eller betraktaren, istället för konstnärens eller författarens person och biografi. Teorin har sitt ursprung i litteraturvetenskapen, men den har utvecklats och breddats för att även kunna användas i tolkningen av konstverk. Konstvetaren Wolfgang Kemp diskuterar detta i sin artikel "The Work of Art and its Beholder" (1998). Dock användes ett betraktarperspektiv redan år 1959 av Leo Steinberg i en artikel i Art Bulletin, där han analyserade Caravaggios målningar i Cerasikapellet i Santa Maria del Popolo i Rom. I artikeln läggs huvudsakligen fokus på relationen mellan konstverk, plats och betraktare. Receptionsteorin kan delas in i två kategorier: receptionsestetik och receptionshistoria.

## Receptionsestetik
Receptionsestetiken syftar till att undersöka skilda konsterfarenheter, alltså vår upplevelse av konst när vi betraktar den.

### Centrala begrepp
Den implicite betraktaren
Konstverket är skapat för att betraktas. Platsen där konstverket har placerats är ofta väl uttänkt. Dessa funktioner är alltså inbyggda i verket. Exempelvis en målning som hänger i en kyrka kommer att betraktas av kyrkans besökare. Dessa besökare blir verkets huvudsakliga publik; en publik som, litet förenklat, väl känner till en kristen motivvärld. Dessa betraktare blir då målningens implicita, eller ideala, betraktare då de har en förkunskap som möjliggör en bättre förståelse för verkets budskap. 
Interna faktorer
Interna faktorer är exempelvis hur figurer i en målning genom gester och mimik kommunicerar med varandra och/eller betraktaren. Dessa figurer kan även vägleda betraktaren till förståelse av verkets budskap. Perspektivet i målningen anger ofta betraktarens tänkta placering framför konstverket. Det kan även i en målning ibland finnas partier eller andra fenomen som är oklara; de är lämnade till betraktaren själv att föreställa sig. Här spelar betraktarens egen förförståelse en viktig roll; något som också sägs vara inbyggt i konstverket.
Externa faktorer
Förståelsen av verkets betydelse är beroende av externa faktorer, exempelvis kännedom om en berättelse eller en historisk händelse, men även platsen och den stämning som råder där. En extern faktor är också hur ett konstverk relaterar till andra konstverk, genom exempelvis genre, stil och den tidsperiod då det skapades.

## Receptionshistoria
Inom receptionshistorien bedrivs studier kring konstströmningar och förändringar, placerade i kontext och historisk epok. Exempelvis utreds varför vissa motiv varit förekommande under specifika tidsperioder. En annan gren av receptionshistorien ägnar sig åt det skrivna (och i sällsynta fall, det talade) ordet: hur reaktioner och uttalanden kring konstverk har formulerats och hur de mottagits. Överlag har detta historiska perspektiv ett fokus på analysen av litterära källor.